# Főposta (Pest)
A Főposta egyike Budapest főpostáinak, az V. kerületben, a Petőfi Sándor utca 13-15. szám alatt található. Az épület háromhomlokzatos, háromemeletes, a Petőfi Sándor utca és a Párisi utca sarkán áll, hátsó bejárata a Városház utca 18. szám alatt van.

## Története
Eredeti neve Főposta és Telegráf volt, aminek az építésére pályázatot írtak ki az 1870-es évek elején, melynek nyertese Szkalnitzky Antal és Koch Henrik lett. Az építőt szigorú takarékossági szempontok is vezérelték, ennek ellenére az 1896-ban megjelent Budapest Műszaki Útmutatója azt írja az épületről, hogy „Mégis a tervező elegáns formájú reneszánsz stílű épületének finom ízléssel párosult gyakorlati berendezést, szép helyiségeket alkotott.” Az építés 1870 és 1873 között zajlott.
Később vitatták az épület helyét, mert zavarja az Invalidusok palotája homlokzatának kellő városképi érvényesülését. Ennek ellenére mégsem bontották le, mert a beépített berendezések áthelyezése bonyolult és költséges lett volna. Belsejének érdekessége az egyik legkorábbi magyar vasbeton szerkezete, amit az épület 1907-es átalakításakor Ray Rezső és Zielinski Szilárd épített be egy 16 méter fesztávú keretszerkezet formájában.
Az épületnek műemléki védettsége van. A rendszerváltás után a Főposta 83%-ban a Matáv, 17%-ban a Magyar Posta tulajdonába került. 2006. májusában a Matáv eladta a tulajdonrészét külföldi befektetőknek. 2003-ban a Kulturális Örökségvédelmi Hivatal határozatban kötelezte a tulajdonosokat az épület felújítására, melynek homlokzati állapota már életveszélyes volt. A felújítást 2006-2007-ben végezték el mintegy 320 millió forint értékben.